# Superiores Gut
Als superiores Gut wird in der Wirtschaftswissenschaft ein Gut bezeichnet, dessen Güternachfrage überproportional mit steigenden Einkommen zunimmt. Pendants sind die inferioren und normalen Güter.

## Allgemeines
Güter können auch danach unterteilt werden, ob und inwieweit sich die Güternachfrage aufgrund des Einkommens der Konsumenten verändert. Bei einem niedrigen Einkommen ist die Nachfrage nach einem inferioren Gut hoch und steigt zunächst mit wachsendem Einkommen, um den Bedarf decken zu können. Nimmt das Einkommen weiter zu, werden inferiore Güter durch qualitativ höherwertige normale Güter ersetzt, und die Nachfrage nach preiswerteren inferioren Gütern nimmt absolut ab. Superiore Güter werden für das höchste Einkommensniveau angeboten.
Die Fachliteratur unterscheidet bei der Untersuchung der Frage, wie sich eine Einkommenssteigerung auf die Güternachfrage auswirkt, häufig zwischen normalen Gütern  und inferioren Gütern.

## Arten
Um alle Einkommensniveaus zu erfassen, werden inferiore, normale und superiore Güter unterschieden. Über diese Arten besteht jedoch in der Fachliteratur keine einheitliche Meinung. Teilweise wird lediglich zwischen inferioren und superioren Gütern unterschieden oder zwischen inferioren und normalen Gütern.
Im Hinblick auf die Einkommenselastizität ist ein Gut genau dann superior, wenn die Einkommenselastizität größer als 1 ist. Dann ergibt sich folgende Einteilung:
| Einkommenselastizität | Einkommen/Nachfrage                                 | Güterart               |
| --------------------- | --------------------------------------------------- | ---------------------- |
| < 0 (negativ)         | Einkommen steigt/Nachfrage sinkt                    | inferiores Gut         |
| 0                     | Nachfrage ist unabhängig vom Einkommen              | neutrales Gut          |
| > 0 (positiv)         | Einkommen steigt/Nachfrage steigt                   | normales Gut           |
| > 0 und < 1           | Einkommen steigt/Nachfrage steigt unterproportional | relativ inferiores Gut |
| > 1                   | Einkommen steigt/Nachfrage steigt überproportional  | superiores Gut         |

Ein typisches superiores Gut ist das Luxusgut.
Die Charakterisierung eines Gutes als inferior, superior oder normal ist nicht dauerhaft mit einem bestimmten Gut fest verknüpft, sondern stets von den äußeren Umständen (absolute Einkommenshöhe, Marktpreise, Präferenzen) abhängig. Dasselbe Gut kann für denselben Nachfrager inferior, superior oder normal sein. Wenn beispielsweise eine Arbeitskraft Karriere macht und durch Beförderung in ein höheres Einkommensniveau aufsteigt, könnte sie anstatt Sekt nunmehr Champagner bevorzugen. Champagner ist nun für sie kein superiores Gut mehr, der frühere Sekt als normales Gut ist gleichzeitig zum inferioren Gut geworden.

## Wirtschaftliche Aspekte
Insbesondere Luxusgüter gehören zu den superioren Gütern, so dass bei steigendem Einkommen die Nachfrage überproportional wächst. Umgekehrt sinkt bei Rezessionen die Nachfrage überproportional; Luxusgüter sind damit im Hinblick auf die Einkommenselastizität konjunkturanfällig. Auch andere Güter, die einer Hochpreisstrategie unterliegen, gehören zu den superioren Gütern. Beim Veblen-Effekt steigt die Nachfrage nach superioren Gütern trotz Preiserhöhung sogar weiter an. Da nur wenige Zielgruppen für superiore Güter in Frage kommen, werden sie meist auf einem Klassenmarkt angeboten.
Superiore Güter werden als möglicher Erklärungsansatz für die im Wagnerschen Gesetz formulierte steigende Staatsquote diskutiert. Dabei wird staatlichen Gütern wie z. B. schulischer und universitärer Bildung, staatlichen/universitären Krankenhäusern, gesetzlicher Rente, polizeilicher und rechtlicher Sicherheit dieser Charakter zugesprochen, da deren Konsum durch die Bevölkerung über die Zeit überproportional zugenommen hat, was zu einem den prozentualen Anstieg des Bruttoinlandsproduktes übersteigenden Anstieg der Staatsausgaben geführt haben soll.